# Aaron Fultz
Aaron Fultz, né le 4 septembre 1973 à Memphis (Tennessee), est un lanceur américain de baseball qui a évolué dans la Ligue majeure de 2000 à 2007 avant de passer une saison en Chine avec les Uni-President Lions.

## Carrière

### Scolaire et universitaire
Fultz joue pour son lycée, Munford High School, avec lequel il remporte le championnat d'État du Tennessee. Il évolue ensuite en universitaires au North Florida Junior College.

### Professionnelle
Drafté par les San Francisco Giants au 6e tour de la draft amateur 1992, Fultz y joue de 2000 à 2002 : 167 matches joués (181,2 manches lancées) pour 10 victoires et 5 défaites. Fultz lance deux manches parfaites dans un match en douze manches contre les Florida Marlins à l'occasion de sa première victoire (26 avril 2000).
Il devient ensuite un lanceur itinérant, portant de 2003 à 2006 trois maillots différents. À la recherche d'un poste stable à la relève, il passe par les Texas Rangers (2003), les Minnesota Twins (2004) et les Philadelphia Phillies (2005–2006). Chez les Phillies, il alignent 7 victoires et aucune défaites à l'occasion de 119e premières apparitions. La première défaite intervient le 31 août 2006 à Washington contre le Nationals.
Il signe chez les Cleveland Indians en décembre 2006 pour une saison plus une en option pour un 1,5 million de dollars de salaire annuel.
Sous les couleurs des Indians, il lance seulement 37 manches en relève pour 4 victoires, 3 défaites, 28 retraits sur prises et une moyenne de points mérités de 2,92. Il lance une manche en play-offs contre les New York Yankees et prend part brièvement à un match contre les Boston Red Sox.
Après avoir été médiocre lors des rencontres de pré-saison en mars 2008, le lanceur gaucher est placé sur la liste des transferts par les Indians. Il évolue en 2008 avec les Uni-President Lions, en Ligue chinoise.
En 2009, il effectue un retour dans les majeures avec les Reds de Cincinnati.